# Лиззка
Ли́ззка (настоящее имя — Елизаве́та Рома́новна Не́ред; род. 27 мая 1996, Чайковский, Пермская область) — российский видеоблогер (ютубер), рэп-исполнительница и стример. Широкую известность получила в 2017 году после дисса на блогера Эдварда Атеву. Тогда же стала лауреатом нескольких премий и попала в рейтинг самых влиятельных видеоблогеров Рунета по версии «РИАБ». В 2018 году один из треков Лиззки попал в скандал с рекламой президентских выборов в России, а в 2021 году её новый трек, написанный по мотивам расследования о «Дворце для Путина», стал одним из популяризаторов фильма в музыкальном формате.

## Биография
Елизавета Романовна Неред родилась 27 мая 1996 года в городе Чайковский Пермской области. В раннем детстве посещала музыкальную школу, играла на скрипке и фортепиано, пела в хоре. После девяти классов школы окончила колледж.
В январе 2011 года зарегистрировала канал на YouTube, на котором публиковала летсплеи по Dota 2 и Minecraft. Позже познакомилась с Юрием Хованским, Ильёй Мэддисоном и Игорем Линком, с которыми проводила совместные прямые эфиры по видеоиграм.
В 2015 году переехала в Санкт-Петербург и сменила формат канала на лайфстайл, в его рамках запустив несколько новых рубрик. В одной из них обозревала и в сатирической манере комментировала видеоролики других ютуберов. В некоторых случаях обозреваемые деятели реагировали на обзоры Елизаветы; одним из них стал тот, когда в 2017 году на один из её обзоров отреагировал лайфстайл-блогер Эдвард Атева, оскорбив Неред и её друзей. В ответ на это Елизавета выпустила на него дисс в формате видеоклипа. За короткий промежуток времени работа набрала более двадцати миллионов просмотров, а на канал Лиззки подписалось свыше миллиона человек. В тот год она стала лауреатом нескольких видеоблогерских премий связанных со стремительным ростом, а также попала в список самых влиятельных видеоблогеров Рунета. За 2017—2018 годы помимо дисса на Атеву выпустила ещё четыре сингла и видеоклипы к ним: «Говорящие головы» — трек о своём стремительном росте; «Интроверт», в котором лирический герой борется со своей интровертностью; «В президенты», в котором лирический герой в виде самой Лизы агитирует за себя в качестве кандидата в президенты и «Дисс на Фейса», который блогерша записала из-за вероятного лицемерия рэпера Face касательно её. Новые релизы были приняты достаточно тепло, однако в треке «В президенты» аудитория усмотрела рекламу президентских выборов 2018 года в России в рамках акции «Кто твой кандидат?» от издания «Лента.ру».
С 2019 года по состоянию на февраль 2022 года Лиззка сильно снизила активность на YouTube, снимая видео на свой канал с достаточно большими перерывами. В том же году она создала аккаунт в TikTok и начала публиковать туда юмористические видеоролики. По состоянию на 2022 год он имеет более полумиллиона подписчиков.
В 2021 году, на фоне популярности мема с аквадискотекой из фильма Фонда борьбы с коррупцией «Дворец для Путина. История самой большой взятки», выпустила сингл «Аквадискотека». В треке от лица предполагаемого владельца резиденции Владимира Путина в сатирической манере обыгрываются масштабы и роскошность дворца из расследования. Трек стал одним из популяризаторов фильма в музыкальном формате.

### Личная жизнь
29 июля 2022 года сделала каминг-аут как лесбиянка и рассказала о своей эмиграции из России в США, где получила политическое убежище в связи со своей сексуальной ориентацией. Супруга — Александра Федотова.

## Дискография
| Год  | Название           | Автор музыки            | Режиссёр клипа                    | Лейбл        |
| ---- | ------------------ | ----------------------- | --------------------------------- | ------------ |
| 2017 | «Дисс на Атеву»    | Иван Боронов (OutName)  | Данила Кашин                      | Rhymes Music |
| 2017 | «Говорящие головы» | Виктор Сибринин         | Maximax                           | Rhymes Music |
| 2018 | «Интроверт»        | Неизвестен              | Юлия Швайбович Елизавета Курченко | Rhymes Music |
| 2018 | «В президенты»     | Неизвестен              | FlyFilm                           | Неприменимо  |
| 2018 | «Дисс на Фейса»    | Артур Покатаев (Thorz)  | Евгений Карелинов                 | Rhymes Music |
| 2021 | «Аквадискотека»    | Виктор Ерещенко (Envtn) | Неприменимо                       | Legacy Music |

## Шоу и сериалы
| Год  |     | Название               | Роль  |
| ---- | --- | ---------------------- | ----- |
| 2016 | вс  | Пацаны с Дыбенко       | Ника  |
| 2016 | кор | 1+1: квартирный вопрос | Вика  |
| 2017 | вс  | Hype Camp              | камео |
| 2018 | вс  | Big Russian Boss Show  | камео |
| 2019 | вс  | Петя любит выпить      | камео |
| 2021 | вс  | Стенка с Хоффман       | камео |

## Рэп-баттлы
| Год  | Напарник      | Противники        | П.            |
| ---- | ------------- | ----------------- | ------------- |
| 2018 | Mozee Montana | Замай и Fallen Mc | [ 30 ] [ 31 ] |

## Награды и рейтинги
| Год  | Премия      | Номинация      | Результат | П.            |
| ---- | ----------- | -------------- | --------- | ------------- |
| 2017 | Видфест     | «Лайк за хайп» | Победа    | [ 10 ]        |
| 2017 | ВидеоPeople | «Лайк за хайп» | Победа    | [ 11 ] [ 12 ] |

| Год  | Издание | Рейтинг                                | Место | П.     |
| ---- | ------- | -------------------------------------- | ----- | ------ |
| 2017 | РИАБ    | «Самый влиятельный видеоблогер Рунета» | 21    | [ 13 ] |

## Комментарии
1. ↑  Стилизуется под минускул, то есть «лиззка».